# 张健仁
张健仁（1971年2月12日—），马来西亚華裔政治人物，民主行动党全国副主席兼砂拉越州主席，现任砂拉越实淡宾国会议员、砂拉越州议会反对党领袖，以及砂拉越州议会浮罗岸州议员。在第七任首相马哈迪·莫哈末执政下担任国内贸易及消费人事务部副部长。

## 政治生涯
2021年12月18日举行的第12届砂拉越州选举中，张建仁领导的砂州行动党负责出战26个州席，他从原任圣淘沙转战N9浮罗岸选区（Padungan），以取代因党内分歧而退出行动党的原任州议员黄庆伟。张健仁在州选中以得票4686张多数票胜出，成功捍卫该议席，不过他领导的沙州行动党在选举中惨败，相比行动党在第11届砂州选举中获得的7个议席，今届选举仅赢下2个议席。张建仁事后承认败北的事实，将进行党内检讨，以及做出调整和改善。